# سمعي بصري
السمعي البصري هو جميع الوسائل التي تستخدم فيها الصوت والصورة أو الاثنين معًاو تكمن أهميتها حسب طريقة مجالات استعمالها وتنوعها وأهميتها الحقيقية في مضامينها التي تحملها والتي تبرزها في أشكال فنية وجمالية تعبيرية مختلفة (علمية أو فنية).
و السمعي بصري هو كل وسيلة إعلام مخالفة للإعلام الورقي الكتاب والجريدة أي أنها أي وسيلة إعلام تستخدم جهازا للتواصل.
لا يكاد يخلوا العالم من الوسائل السمعية البصرية ويمكن حصر هذه الوسائل من أبسطها كالللافتة أو الملصقة إلي أكثرها تعقيدا وتطورا مثل الكمبيوتر والسينما والتلفزيون.

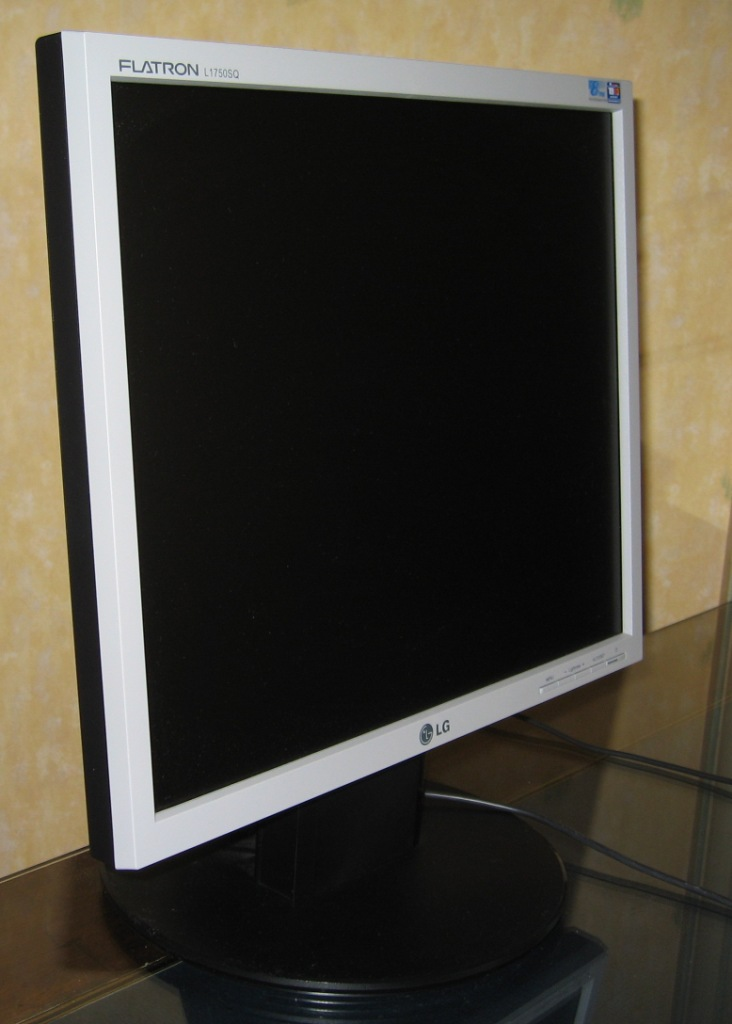
تلفزيون شاشة مسطحة

تستقطب هذه الوسائل كل فئات المجتمع صغارا وكبارا الإناث منهم والذكور وتنافس وسائل الاتصال التقليدية وتزاحمها ك الجرائد والكتب والمجلات وغيرها كما أنها خطر على العلاقات الاجتماعية الأسرية أحيانا نضرا لما يتم عرضه فيها دون مراعاة هذه الناحية.

## أهدافه
- نشر وزيادة المعرفة: أي إعطاء معلومات جديدة للمتلقي مثل نشرات الاخبار.
- رفع المستوى العلمي والثقافي لدى المتلقي وهذا من خلال البرامج والحصص العلمية والثقافية
- وبالتالي القضاء على الجهل والأمية.
- توفير الوقت والجهد حيث قاربت بين المجتمعات واختصرت الوقت.
- كما أنها تمثل من الناحية الاقتصادية رقم أعمال يفوق 309 مليار دولار سنة 1997, يرجع أساسا إلى النمو السنوي للأقمار الصناعية (أكثر من 22.5%), نمو الكابلات (أكثر من 6.8%), والتلفزيون (أكثر من 5.8%), ونمو مبيعات سوق الفيديو (أكثر من 12.7%), حيث يشهد السوق الأمريكي نمواً بأكثر من 3.7% سنوياً، وكذا التحول نحو الرقمية وتضاعف القنوات التلفزيونية التي تبث في الرقمية.

## الاعلام والاتصال
بعد أن عرفنا السمعي البصري وأهميته وأهدافه نتطرق إلى مجال الإعلام والاتصال لارتباطه الوثيق بها.

### الاعلام
تزويد الآخرين بالمعلومات والأخبار الحقيقية والاتصال هو عملية نقل وتبادل الأفكار إلي المتلقي عبر وسيلة على شكل رسالة وهي مهنة حقيقية ورسالة وليست تجارة ولا شعارات تتغير وتتبدل بتغير الأبواق، ولكنها عقل مفكر مدبر له هدف وغاية، وهي صوت يخاطب عقول الرأي العام المسؤول.
كما أن أهم واجبات الصحافة: تنقل الأخبار دون تحيز شخصي. وأن تحترم الحقائق وترتبط بقانون أخلاقي وأن تلتزم بهذا في ظل ما تقدمه من توجيه ونقد وتقويم وربط الحاكم والمحكوم معاً بالمصلحة الكبرى التي هي مصلحة الوطن.

## الخبر الصحفي
الأشكال الفنية للخبر الصحفي.. نماذج عملية 1
1- الأخبار القصيرة السريعة: وهي تقارير آنية سريعة عن الأحداث المفاجئة تحتوي على العناصر الأساسية للحدث في تركيز واقتضاب، ولا تقدم الإجابة الشافية عن كل الجوانب، وعادة ما تنشرها الصحف في صدر صفحاتها الأولى كنوع من إبراز متابعتها المستمرة لتطورات الأخبار الراهنـة.
نموذج عملي1
حشود جماهيرية في مختلف الولايات الإسلامية الصومالية تضامنا مع فلسطين

### أنواع وسائل إعلام

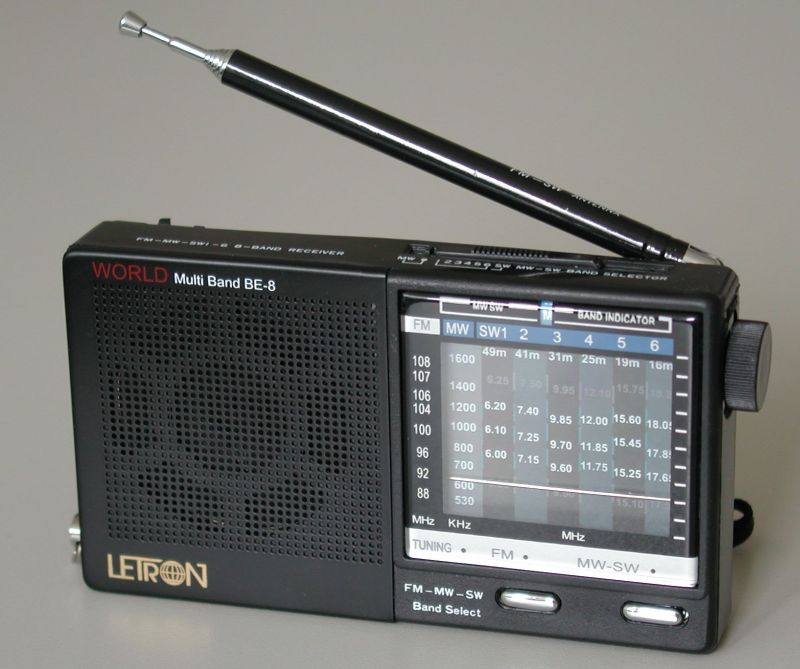
جهاز الراديو

- المطبوعة: تشمل النشرات والكتيبات واللافتات والملصقات والصحف والمجلات والكتب.
- السمعية: أهمها الإذاعة والتسجيلات الصوتية المختلفة والوسائل التي تعتمد على عنصر الصوت وحده.
- البصرية: منها المعارض والنصب التذكارية والأعلام اللافتات وغير ذلك من الوسائل التي تعتمد على حاسة النظر وحدها.
- السمعية والبصرية: تضم الوسائل التي تجمع بين الصوت والصورة، سواء أكانت صوراً صناعية أو طبيعية مثل التلفاز والسينما والمسرح.
- وسائل الاتصال المباشر (الوسائل الشفوية): تشمل:
  - الاتصال الشخصي المباشر بين شخص وآخر.
  - الاتصال الجماعي بين شخص ومجموعة من الناس بشكل مواجهي. الصفات التي تتميز بها المطبوعات عن وسائل الأعلام الأخرى:
    - أنها اقدر على الاحتفاظ بالمعلومات التي لديها أطول مدة ممكنة، والاستفادة منه مستقبلاً كمصدر للمعلومة ومراجعتها.
    - أن المطبوعات هي وسيلة الأعلام الوحيدة التي يستطيع القارئ أن يعرض نفسه عليها في الوقت الذي يناسبه ويتفق مع ظروفه.
    - تمتاز المطبوعة التي تتضمنها في أي حجم وبأية تفصيلات تظهر الحاجة إليها، أي ممكن تقديم موضوعات طويلة مثل البحوث.
    - تستخدم المطبوعات بنجاح أكثر مع الجماهير المتخصصة، مثل جمهور العمال والفلاحين أو المعلمين أو طلبة الجامعة إلى غير ذلك.
    - تحتاج المطبوعات إلى مساهمة أكبر من جانب جمهورها بدرجة تفوق المساهمة المطلوبة لجماهير وسائل الإعلام الأخرى، وذلك لأن المطبوعات لاتواجه جمهورها بمتحدث يسمعه كما يفعل الراديو، أو يشاهده في التلفاز أو العرض السينمائي، ولهذا يسمح المطبوع بحرية أكبر في التخيل، والتفسيرات.
    - تتميز المطبوعات بألفاظها وعباراتها المغرية بحيث تتوافر لها القدرة على قيادة القارئ.كما تتميز بوضوح المقاصد والأهداف لأن الكلمة المطبوعة تتطلب هذا الوضوح.

### عوامل نجاح الاعلام
- المضمون: وهو الموضوع الذي تتناوله هذه المطبوعات وطريقة معالجته، ومن هنا يجب مراعاة الأمانة والدقة في تحرير المادة المطبوعة وان تتم كتابتها بلغة صحيحة.
- المظهر: وهو الشكل الذي تظهر به هذه المطبوعات والذي سيترتب عليه الانطباع المباشر الذي سيحكم عليه الجمهور من أول لحظة.
- التوزيع: توزيع المطبوعات على ضوء معرفة الجمهور الذي ترغب في التوجه إليه.أي بمعنى توزيع المطبوعات: كيف، ومتى، ولمن توزع هذه المطبوعات.
- الترويج: من خلال اعتماد المادة الاعلامية كسلعة تباع وتشترى.
- الإعلان: الاعمتاد على الإعلان كوقود لتسيير المؤسسة الاعلامية.

## الفن الصحفي

### ظهور الفن الصحفي
كانت الصحافة هي الشكل الأول من أشكال الإعلام، ولكن بصيغ مختلفة: في العصور الأولى بإشعال النار أو بقرع الطبول وذلك لكشف العدو، استخدام الأبراج العالية يقف عليها المنادي وهو المراقب الذي يقوم بدور إعلام القبيلة بكل ما يحدث.وصيغة أخرى مثل رجل (الماراثون) وأيضا استخدام حمام الزاجل كصيغه إعلامية هامة ينقل برسالة خبراً ويعود بالجواب.

### تعريف الفن الصحفي
الفن الصحفي هو فن ابتكاري وصول المعلومات إلى الجمهور بطريقة مفهومة ومستساغة ويفرق الخبراء بين الصحافة والفن الصحفي لأن الصحافة هي النشر عن طريق الوسائل المطبوعة دورياً بصرف النظر عن استخدام الفن الصحفي، فهناك صحف لا يتوفر فيها الفن الصحفي.

### لغة الاعلام الصحفي
وسائل الفن الصحفي تعرض مواد مبسطة يسهل على الجماهير استيعابها وفهمها، كما أنها تتمشى مع قيم المجتمع وعاداته وتقاليده، ولابد أن تكون المادة المعروضة متفقة مع الثقافة الشائعة، والمعتقدات الدينية والمعايير الأخلاقية، لأن الفنان الصحفي مرتبط بهذه المعايير.
اللغة الإعلامية هي اللغة العربية الفصحى: لانعني باللغة الإعلامية ما توصف به اللغة الأدبية من تذوق فني جمالي، أو ما توصف به اللغة العلمية، من تجريد نظري، إنما نريد باللغة الإعلامية أنها لغة بنيت على نسق عملي اجتماعي عادي، فهي في جملتها فن يستخدم في الأعلام بوجه عام، وهذه الخاصية في اللغة العربية ظاهرة من تركيب مفرداتها وقواعدها وعباراتها تركيباً يرمي إلى (النمذجة والتبسيط) وهي الخصائص في اللغة الإعلامية التي تستخدم الرموز المجسدة، أو الأنماط، أو النماذج التي تقوم مقام التجربة الفردية أو الجماعية لتنظيم التجارب الإنسانية العديدة. الطابع المميز للغة التعبير الصحفي: يتمثل هذا الطابع في الدقة والوضوح والمسؤولية، والبعد التام عن طابع التحرير الأدبي، والتعميمات التي لا معنى لها، والجمل الطويلة، والمترادفات، والمستوى الجمالي في التعبير، فيجب تستخدم الجمل القصيرة، كتب باللغة القوية ولا تنسى السعي للكتابة بسلاسة، كن إيجابياً لا سلبيا. وعلى الصحفي يستخدم الكلام المناسب التي تصيب (الهدف)بدلاً من استعمال الكلمة العامة التي قد تصيب أشياء أخرى بالإضافة إلى الهدف، وان تستعمل الكلمة في المكان الذي يناسب الغرض منها، وان يركز جملة بحيث تأتي محكمة ومنطقية.

### اللغة الصحفية المناسبة
فهي لا تتخذ سبيل التحليل الموضوعي والدراسة العلمية للوصول إلى الحقائق وهنا تظهر عملية الرموز المجسدة أو الأنماط أو النماذج التي تقوم مقام التجربة الفردية أو الجماعية، فيصبح نموذجاً جامداً لشخص أو فكرة. وهكذا يلجأ العقل إلى خلق الرموز كعملية حتمية لتنظيم التجارب الإنسانية العديدة. ـ حقيقة أن هناك نمذجة عن طريق الفلسفة والعلم والفن، غير أن هذه نمذجة تقصد لذاتها، أما النمذجة الصحفية فهي تقصد لأسباب خارجية أهمها التبسيط للجماهير. وتعتبر اللغة هي الوسيلة الرئيسية لنقل المعرفة في المجتمع الإنساني وهي قادرة على تصوير العام من زاوية معينة، وهنا يكمن الفرق بين المستوى العلمي للغة باصطلاحاته الفنية المجردة، والمستوى العملي بواقعيته وعموميته. ـ خلق نموذج مبسط الذي يفهمه عامة الناس. ـ لا يقتصر أمر النماذج على الشخصيات بل يتجاوزها إلى الأفكار والعقائد والمذاهب .

### الاتصال الإعلامي الناجح
إن الفن الصحفي هو فن التغلب على عقبات الفهم ويسر القراءة. ولما كان النص في الصحيفة هو العماد أو الأساس، فيمكن تشبيه الصحفي بمرسل الشفرة والقارئ بالمستقبل، وهذه هي عملية الاتصال التي ينبغي أن تتم بأقل ما يمكن من تداخل، وبطريقة اقتصادية ناجحة . وعلى الصحفي أن يختار رموزه ـ كلماته وصوره ورسومه وعناوينه ـ ويقدمها بعناية تامة، ويعرف مدى سرعة القراءة لدى القارئ، ومدى التركيز على الكلمات أو مجموعات الكلمات ومدى ما يستوعب في ذاكرته من المعاني المؤقتة حتى ينتهي من قراءة الجملة، كما يعرض الصحفي بطريقة جذابة تحقق يسر القراءة، وهو ما يعرف بفن الإخراج الصحفي. ـ أما فنون التورية وازدواج المعاني أو الهالات الانفعالية حول الألفاظ وغيرها من فنون الأدب التي تؤدي إلى تداعي المعاني وخاصة في الشعر، فهي بعيدة تماماً عن الفن الصحفي، لأنها تقطع تيار الاتصال الذي يجب أن يظل مجراه صافياً تميزاً

### أسباب فشل الرسالة الإعلامية
ان لفشل الرسالة الاعلامية عدة اسباب وهي:
أولاً: عندما تفشل في إدراك حقيقة أن الكلمات ليست سوى أصوات رمزية ومرد هذا الخطأ إلى الأيمان بالقوة السحرية للكلمات .
ثانياً: عندما تفترض أن الكلمات تعطينا ضمانات بالقياس إلى الأشياء، فنحن نتصور أن الاسم والجرس الجميل الوقع يدل على جودة صنع الشيء الذي يشير إليه كأن تسمى إحدى الهيئات ـ مثلاً ـ نفسها باسم (هيئة الشعوب الإسلام) أو اسم آخر، ولغة الأعلام تقتضي أن نسمي الجاروف جاروفاً .
ثالثاً: عندما تكون الكلمات لها أكثر من معنى واحد يؤدي إلى الفشل في الاتصال والتحرير الإعلامي، وهناك أربعة أنواع من الالتباس المعروف للاتصال والتحرير الصحفي وهي:
- التباس الجمل، بمعنى تركيب العبارة بشكل يفضي إلى الخطأ في التفسير.
- التباس التطنيب ويحدث عندما نضع تشديداً غير مناسب على نبرة الصوت عند النطق بكلمات في الجملة .
- التباس الفحوى أي الالتباس بالقياس إلى أهمية أو مغزى مضمون الرسالة الإعلامية . رابعاً: الافتقار إلى الفهم: يؤدي إلى فشل الاتصال والتحرير حيث لا يعرف المستقبل ما تعنيه كلمات المرسل، ولا يفهم ما يعني، ولذلك يتعين على المحرر أن يعرف فيما يتكلم، وعندما نستعمل تجريدات مثل 0 الديمقراطية، الحرية والرأسمالية فينبغي أن نوضح معانيها، كما يجب أن نتجنب استخدام (التعميقات البراقة) التي لا نفهمها، والولى بنا ألا نكتب إلا إذا كنا نعرف ما نقول .

### الصحافة الصفراء
هي نوع من الصحف يهتم بنشر أخبار الجريمة والعنف والجنس والإثارة دونما نظر لخطورة تأثيرها على وجدان الأمة ونفسية الجماهير .

### الصحافة والأدب
الأدب تعبير ذاتي، والصحافة تعبير موضوعي: إن الفن الصحفي هو جعل الأحداث والمعلومات والثقافة بل والفلسفة والعلم في متناول الجميع، بطريقة واضحة مشوقة درامية . وقد فطنت الحكومات إلى خطورة هذا الفن، وأخذت تستغله لترويج المفاهيم الجديدة والمذاهب الحديثة بين الجماهير .ويستطيع الصحفي أن يعدل قيمة العالم تعديلاً مؤقتاً على الأقل، لأن الصحافة الجيدة تتخذ إطارا لها عالم الافتراضات اليومية العادية، مؤكدة الوجه الدرامي، والاهتمام الإنساني عن طريق أحداث عالم الحياة اليومية . ـ إن التقرير الصحفي الجيد هو في جوهره عملية خلق وابتكار، وهو كذلك كشف للمتناقضات التي توجد بين الصورة الظاهرية والواقع الفعلي، ولاشك أن الخدع والمغالطات التي تكتشف، كثيراً ما تؤدي إلى عملية تغيير القيم السائدة في المجتمع ولكن ذلك يتطلب بطبيعة الحال نظرة جريئة وتعبيراً موضوعياً. ـ والفن الصحفي تعبير موضوعي، وابتعاد تام عن الذاتية التي يتصف بها الأديب مثلاً .. فالأديب يعني بنفسه، ويقدم لنا ما يجول بخاطره، ويسجل ما يراه وفقاً لرؤيته الخاصة، وبرموز تنم عن ثقافته وعقليه.وهو في هذا الصنيع إنما يصف النفس الإنسانية، أو يتعمق أسرارها، ويكشف عن سوأتها وصفاتها، ويكون لأوصافه صدى في نفوس القراء من كل جنس، والأديب حر في اختيار ما يقول، والقراء أحرار في قراءة ما يكتبه الأديب . ـ ولكن الصحفي ملتزم بالموضوعية، لأنه يعكس مشاعر الجماعة وآرائها، وهو مقيد بمصلحة المجموع .. فإذا كان الفيلسوف يبحث عن الحقيقة على المستوى المنطقي، وكان الأديب يبحث عن الحقيقة على المستوى المنطقي، وكان الأديب يبحث عن الحقيقة الخالدة على المستوى الجمالي ن فإن الصحفي فنان موضوعي يقدر الواقع ويرصده بصدق وأمانة وفن، والصحافة تقوم على الوقائع المشاهدة، وتنأى عن المبالغات والتهاويل، والفن الصحفي لصيق بالجمهور وبالديمقراطية والشعبية . ـ ويصل الفن الصحفي في موضوعيته إلى إغفال اسم الكاتب الصحفي إغفالا متعمداً، لأن المهم هو التصوير الموضوعي للواقع، وليس التعبير الذاتي عن الفنان .

### اهداف الاعلام
الإعلام هو التبليغ المرفق بالتوجيه والإرشاد بهدف التحسيس والتوعية والتثقيف وتوجيه رأي عام حول قضية معينة أوتكوين رأي لدي الشباب حول المجتمع والقضايا التي تواجهه والتطلع نحو المستقبل والاتصال هو حلقة الوصل بين الشباب والمجتمع ويهدف الي :
- تطوير أسلوب الحوار والنقاش بين أفراد المجتمع .
- المحافظة على التراث الثقافي .
- إثراء الرصيد المعرفي لدى المجتمع .

تعمل هذه الوسائل وفق وجود مرسل في طرف ومستقبل في طرف آخر وبينهما أداة أو وسيلة اتصال سمعية أو بصرية هذه الوسيلة تنقل رسالة معينة، قد يصل المضمون كما أراد المرسل وقد لا يصل لوجود تشويش مادي أو عائق معنوي .
يجب علي المرسل أن يراعي عدة عوامل منها :
- تحديد الهدف .
- تحديد مضمون الرسالة .
- صياغة المضمون الفنية (أشكال التعبير الفني).
- تحديد طبيعة المضمون (فيلم. شريط . روبرطاج .... الخ)
- معرفة المتلقي معرفة كاملة من عدة نواحي (اللغة.المستوى الثقافي والاقتصادي والاجتماعي.)
- وضوح ودقة الرسالة .

## التكنولوجيا والسمعي البصري

### مفهوم التكنولوجيا وعلاقتها بالسمعي البصري
نضرا للتطور الذي يشهده هذا العصر فإن للتكنولوجيا علاقة وثيقة بالسمعي البصري والتكنولوجيا هي تركيبة من التجهيزات والوسائل والمعارف التطبيقية في الصناعة، وهذه المعارف منها ما هو مرتبط بالعلم وتطبيقاته في الصناعة والاستعمال، ومنها ما هو مرتبط برأسمال البشري –معرفة كيفية العمل والإنتاج- وهي معارف منظمة ومشكلة لتقنيات مجمعة لدى الأفراد –إمكانيات وطاقات ومعارف- تسمح لهم بتوجيه الآلة وتنظيم الإنتاج، وهي نتيجة تراكم سنوات من التجارب الإيجابية لدى عدد معين من الأفراد تستعمل في إنتاج سلع وفي إنشاء سلع جديدة وكثيرا ما تستعمل هذه الوسائل التكنولوجية في السمعي البصري حيث انه من المتوقع ان تندثر الوسائل القديمة كالجرائد .

### أنواع التكنولوجيا
يتم تصنيف التكنولوجيا على أساس عدة أوجه منها ما يلي:
- على أساس درجة التحكم:
  - التكنولوجيا الأساسية: وهي تكنولوجية مشاعة تقريباً، وتمتلكها المؤسسات الصناعية والمسلم به أن درجة التحكم فيها كثيرة جداً.
  - تكنولوجيا التمايز: وهي عكس النوع السابق، حيث تمتلكها مؤسسة واحدة أو عدد محدود من المؤسسات الصناعية، وهي التكنولوجيا التي تتميز بها عن بقية منافسيها المباشرين.
- على أساس موضوعها: وهناك:
  - تكنولوجيا المنتوج: وهي التكنولوجيا المحتواة في المنتوج النهائي والمكونة له.
  - تكنولوجيا أسلوب الإنتاج: وهي تلك المستخدمة في عمليات الصنع، وعمليات التركيب والمراقبة.
  - تكنولوجيا التسيير: وهي المستخدمة في معالجة مشاكل التصميم والتنظيم، كتسيير تدفقات الموارد.
  - تكنولوجيا التصميم: وهي التي تستخدم في نشاطات التصميم في المؤسسة، كالتصميم بمساعدة الإعلام الآلي.
  - تكنولوجيا المعلومات: وهي التي تستخدم في معالجة المعلومات والمعطيات والاتصال، تتزايد أهميتها باستمرار نظراً للدور الذي تلعبه في جزء من عمليات التسيير، الذي يعتمد على جمع ومعالجة وبث المعلومات.
- على أساس أطوار حياتها:

حيث أن التكنولوجيا تمر بعدة مراحل (الانطلاق، النمو، النضج، الزوال)، ووفقاً لذلك تنقسم إلى:
- - تكنولوجيا وليدة
  - تكنولوجيا في مرحلة النمو
  - تكنولوجيا في مرحلة النضج.
- على أساس محل استخدامها:
  - تكنولوجيا مستخدمة داخل المؤسسة: وتكون درجة التحكم فيها ذات مستوى عال من الكفاءة والخبرة وبفضلها تكون المؤسسة مستقلة عن المحيط الخارجي فيما يخصها.
  - تكنولوجيا مستخدمة خارج المؤسسة: وعدم توفر هذه التكنولوجيا داخل المؤسسة لأسباب أو لأخرى، يجعلها ترتبط بالتبعية لمحيط الخارجي، من موردي أو مقدمي تراخيص استغلالها.
- على أساس كثافة رأس المال:
  - التكنولوجيا المكثفة للعمل: وهي تلك التي تؤدي إلى تخفيض نسبة رأس مال اللازمة لوحة من الإنتاج، مما يتطلب زيادة في عدد وحدات العمل اللازمة لإنتاج تلك الوحدة، وبفضل تطبيقها في الدول ذات الكافة السكانية والفقيرة في الموارد ورؤوس الأموال.
  - التكنولوجيا المكثفة لرأس المال: وهي التي تزيد من رأس المال اللازم لإنتاج وحدة من الإنتاج مقابل تخفيض وحدة عمل، وهي تناسب في الغالب الدول التي تتوفر على رؤوس أموال كبيرة.
  - التكنولوجية المحايدة: ة هي تكنولوجيا يتغير فيها معامل رأس المال والعمل بنسبة واحدة، لذلك فإنها تبقى على المعامل في أغلب الأحيان بنسبة واحدة.
- على أساس درجة التعقيد:
  - التكنولوجيا ذات الدرجة العالية: وهـي التكنولوجيـا شديدة التعقيد، والتي رأى كل مـن Yres Plasseraud وMartine Miance ، أنه من الصعب على المؤسسات الوطنية في الدول النامية تحقيق استغلالها إلا بطلب المهونة من صاحب البراءة.
  - التكنولوجيا العادية: وهي أقل تعقيداً من سابقتها، ويمكن للفنيين والمختصين المحليين في الدول النامية استيعابها، إلا أنها تتميز أيضاً بضخامة تكاليف الاستثمار، والصعوبات التي تصادف الدول النامية في الحصول باستغلال براءتها مع المعرفة الفنية.

## نظام الاتصالات

### أنظمة الاتصالات الفضائية
إن وسائل الاتصال الفضائية منها التي تتكون من شبكة أقمار صناعية، تلعب دورا أساسيا في عملية الإتصال، وتقدم خدمات هامة كالبث التلفزيوني والإذاعي، وتأمين الخدمات الهاتفية، وخدمات الأنترنت.

### شبكاتالمعلومات
لقد تطور السمعي البصري كثيرا في الآونة الاخيرة فاصبحت تنتشر وسائله كالتلفاز والحاسوب ... بسرعة وكثرة فيجب معرفة الشبكات نظرا للدور الهام الذي تلعبه في نشر المعلومة وهناك:
- شبكات الحواسب Competers networks
- شبكات الاتصالات Communication networks
- شبكات المعلومات Information networks .
- الشبكات الارتباطية Relational networks ، التي تربط الأنواع الثلاث السابقة من الشبكات والشبكات المهجنة Hyboird networks وهي خليط من مختلف الأنواع السابقة من الشبكات.

تعرف الشبكة على أنها تفاعل بين عدد من الوحدات المستقلة المتباعدة عن بعضها البعض، وهي تنظيم منسق لهذه الوحدات المستقلة بغرض المشاركة في تحقيق أهداف عامة ومشتركة بكفاءة وفعالية، ولا يمكن الحديث عن شبكات المعلومات دون توافر مطلبين أساسيين هما: تكنولوجيا الحواسيب المعلومات Information Technology، وتكنولوجيا الاتصال Communication Technology.
و تهدف شبكات المعلومات لتحقيق الأهداف التالية:
- تسهيل وصول المستفيدين إلى المعلومات والإفادة منها بأقل وقت وجهد وتكلفة ممكنة؛
- تقديم خدمات معلوماتية أفضل من الناحية الكمية والنوعية؛
- الإفادة القصوى من تكنولوجيا المعلومات والاتصالات المتوافرة حاليا؛
- زيادة إنتاجية القوى العاملة في مجال المعلومات وخدمتها.

و تحتاج هذه الشبكات إلى:
- توفير مصادر المعلومات بأشكالها المختلفة، التقليدية والغير التقليدية (قواعد وبنوك المعلومات)؛
- توفر الأجهزة المناسبة للشبكة Hardware من حواسيب وغيرها؛
- توفير البرمجيات المناسبة Software لمعالجة المعلومات واسترجاعها؛
- توفير نظام مناسب للاتصالات؛
- توفير المتطلبات المالية اللازمة لتوفير المكان والأجهزة والبرمجيات؛
- توفير المتطلبات البشرية والخيرات اللازمة والمؤهلة.

أما المتطلب النهائيون فهم «المستفيدون النهائيون» الذين تستقدم لهم الشبكة معلوماتها وخدماتها المختلفة وهم:
- العاملون في مجال التخطيط المختلفة؛
- متخذو القرارات وخاصة في الإدارات العليا؛
- الباحثون في مختلف التخصصات والميادين؛
- الدارسون وخاصة طلبة الدراسات العليا؛
- المتخصصون والعاملون في الميادين المختلفة؛
- المؤسسات العلمية والثقافية والتربوية والحكومية وغيرها؛
- المكتبات ومراكز التوثيق ومراكز المعلومات المختلفة، وعامة الناس.

و تصنف شبكات المعلومات إلى عدة أنواع، منها:
- الشبكات المركزية واللامركزية؛
- الشبكات الهرمية واللاهرمية؛
- الشبكات مفتوحة العضوية ومحدودة العضوية؛
- شبكات القطاع العام وشبكات القطاع الخاص؛
- الشبكات العامة والمتخصصة؛
- الشبكات المحلية Lans، وبعيدة المدى Wans.

و يتوافر حاليا عدد غير محدد من شبكات المعلومات على المستوى العالمي والإقليمي، كما استطاعت العديد من الدول إنشاء الشبكات الوطنية للمعلومات.

## الفعالية والإنتاجية
تطورت فكرة الأداء وخاصة في المجال السمعي البصري ودخلت مصطلحات جديدة كالفعالية والإنتاجية لان أصبح للمتلقي خيارات كثيرة مما يولد التنافس بين المؤسسات السمعية البصرية ، ولهذا ارتباط وثيق بقياس الأداء ، لذا فمن الضروري توضيح هذه المفاهيم:
- أولاً: الفعاليـة : تعرف الفعالية على أنها:«استغلال الموارد المتاحة في تحقيق الأهداف المحددة، أي أنها تختص ببلوغ النتائج»، إذ نلاحظ أن الفعالية تهتم بالنتائج، بينما الكفاءة ترتبط بالوسيلة التي أتبعت في الوصول إلى هذه النتائج.
- ثانياً: الإنتاجيـة: تعرف الإنتاجية بأنها:
  - أداة قياس للتقدم التقني: ويعكس هذا التعريف نتيجة الدراسات التي تمت في مستوى أكثر شمولية «ماكرو اقتصادية».
  - أداة قياس الاقتصاد في الوسائل: ويتعلق هذا التعريف بالمدد الزمنية للخيارات المتاحة للفرد. وهذا التعريف صالح على مستوى المؤسسة، وعلى مستوى الاقتصاد.

أداة قياس كفاءة نظام إنتاجي معين: ويفترض هذا التعريف العمل الفوري ونسمي المؤسسة فائدة كبيرة إذا قامت بتسوية المشاكل التقنية.

## وصلات خارجية
- السمعي البصري في الجزائر